# FK Metaloerg Pernik
FK  Metaloerg  Pernik (Bulgaars: ФК Миньор Перник) is een Bulgaarse voetbalclub uit Pernik. 

## Geschiedenis
De club werd opgericht in 1957 als MZ Lenin. In 1962 werd de naam gewijzigd in Metaloerg. Een jaar later promoveerde de club voor het eerst naar de tweede klasse, waar ook stadsrivaal Minjor speelde. In 1965 en 1966 werd de club derde. Na nog twee plaatsen in de subtop werd tijdens het seizoen 1968/69 beslist dat enkel de steden Plovdiv, Varna en Sofia meerdere grote clubs mochten hebben en Metaloerg moest gedwongen fuseren met Minjor, dat nu de naam Krakra aannam en in 1970 FK Pernik.
Deze beslissing werd in 1973 teruggedraaid en Metaloerg werd heropgericht en ging in de derde klasse van start. Pas in 1979 promoveerde de club weer naar de tweede klasse. Na twee middelmatige plaatsen degradeerde de club weer in 1982 na een laatste plaats.
In 1995 pompte een zakenman geld in de club. Asparoech Nikodimov werd aangesteld als trainer en hij loodste de club naar de titel in de derde klasse. De terugkeer in de tweede klasse verliep niet zoals gehoopt en de club boekte middelmatige resultaten waardoor trainer Nikodimov vertrok en vervangen werd door Valentin Lazarov. De club slaagde erin om 99 dagen lang ongeslagen te blijven en eindigde op een derde plaats, met één punt voorsprong op Pirin Blagoëvgrad en promoveerde voor het eerst naar de hoogste klasse. Het volgende seizoen eindigde de club op een tiende plaats. Ook in 1988/99 werd de club tiende, maar na het seizoen werd duidelijk dat de club de wedstrijd tegen Litex Lovetsj vervalst had. Metaloerg werd zo uit de competitie gezet en fuseerde met Stroemska Slava Radomir tot Metaloerg Radomir, maar in 2000 keerde de club terug naar Pernik. In 2008 verdween de club, maar in 2013 werd ze weer heropgericht. 